# Oriciopsis
Oriciopsis é um género botânico pertencente à família Rutaceae.